# Brian Gottfried
Brian Gottfried (n. 27 februarie 1952, Baltimore, Maryland) este un fost jucător de tenis american. El a fost printre altele bun la jocul în dublu, între anii 1970 - 1980 a reușit însă să câștige și 25 de turnee la simplu. Printre succesele lui cele mai importante se numără, cel când a câștigat la dublu 54 de turnee și 3 Grand Slam, împreună cu Raúl Ramírez. Printre insuccesele sale se numără Cupa Davis pe care Brian n-a reușit să o câștige.